# シンクバンク
株式会社シンクバンクは、東京都世田谷区に本社を置く日本の芸能事務所。

## 会社概要
- 正式社名：株式会社シンクバンク
- 代表取締役：清水美治
- 所属タレント：MC・タレント・俳優・スポーツ・文化人と、ジャンルが幅広い[独自研究?]
  - 東国原英夫、片山右京、清原博、赤見千尋、さとう珠緒、田嶋陽子、岩山健一、武幸四郎、田中勝春といったスポーツ選手・文化人が多く在籍[独自研究?]。

## 所属タレント
下記の所属リストは2022年7月現在のものである。
MC部門
- 沢田美香（さわだ みか）
- 鈴木琴乃（すずき ことの）
- 大友典子（おおとも のりこ）
- 大矢純子（おおや じゅんこ）
- 古森章斗（こもり あきと）
- 佐々木かえで（ささき かえで）
- 結川愛寿加（ゆいかわ あすか）
- 福田由香（ふくだ ゆか）
- 水澤光仙（みずさわ みつのり）

タレント部門
- 赤見千尋（あかみ ちひろ、NAR元女性騎手）
- さとう珠緒（さとう たまお）
- 岡田麻央（おかだまお）
- 吉永愛（よしながあい）
- 桃井由布（ももい ゆう）
- 小林ひろみ（こばやし ひろみ）

俳優部門
- 須東潤一（すとうじゅんいち）
- 多田聡（ただ あきら）
- 壱の家金の介（いちのや きんのすけ）
- 田中沙百合（たなかさゆり）
- 成田真由美（なりた まゆみ）
- 源間龍一（げんま りゅういち）
- 西川宜位（にしかわ たかのり）
- 戎谷優海（えびすだにゆみ）
- 松宮瑠泉（まつみやるい）
- 柴田泰来（しばたたいき）
- 駒井広輝（こまいひろき）
- 岬谷柚芽（みさきだにゆめ）
- 楢原拓磨（ならはら たくま）

お笑い部門
- プレッシャー中谷（ぷれっしゃー なかや）

文化人部門
- 阿井英二郎（あい えいじろう）
- 岩山健一（いわやま けんいち）
- 大濱崎卓真（おおはまざき たくま）
- 清原博（きよはら ひろし）
- 北川貴啓（きたがわたかひろ）
- 小暮剛（こぐれ つよし）
- 白川裕二（しらかわ ゆうじ）
- 須藤明治（すとうあきはる）
- 須東潤一（すとう じゅんいち）
- 東国原英夫（ひがしこくばる ひでお）
- AKIRA（あきら）
- 植澤紀子（うえざわ のりこ）
- 菊池爽秀（きくち そうしゅう）
- 木村幸子（きむら さちこ）
- 鈴木あさみ（すずき あさみ）
- 永峯由紀子（ながみね ゆきこ）
- 中本ルリ子（なかもと るりこ）
- 田嶋陽子（たじま ようこ）
- 中島加誉子（なかじまかよこ）
- 横山智実（よこやま ともみ）
- 丸岡いずみ（まるおか いずみ）

スポーツ部門
- 武幸四郎（たけ こうしろう、JRA 所属調教師）
- 田中勝春（たなか かつはる、JRA所属騎手）
- ブライアン・クレイ（デカスロン北京オリンピック金メダリスト）
- 片山右京（かたやま うきょう、元F1レーサー）
- 中谷公美（なかたにくみ、ボディーメイカー）

歌手部門
- 川越塔子（かわごえ とうこ）
- 小野友葵子（おの ゆきこ）